# Carrer Major (Reus)
El Carrer Major de Reus és un dels més antics de la ciutat, format quan es va construir la primitiva església de Santa Maria a la segona meitat del segle xii, que després seria substituïda per la Prioral de Sant Pere. Va de la Plaça del Mercadal a la Plaça de Sant Pere, davant de l'església prioral.

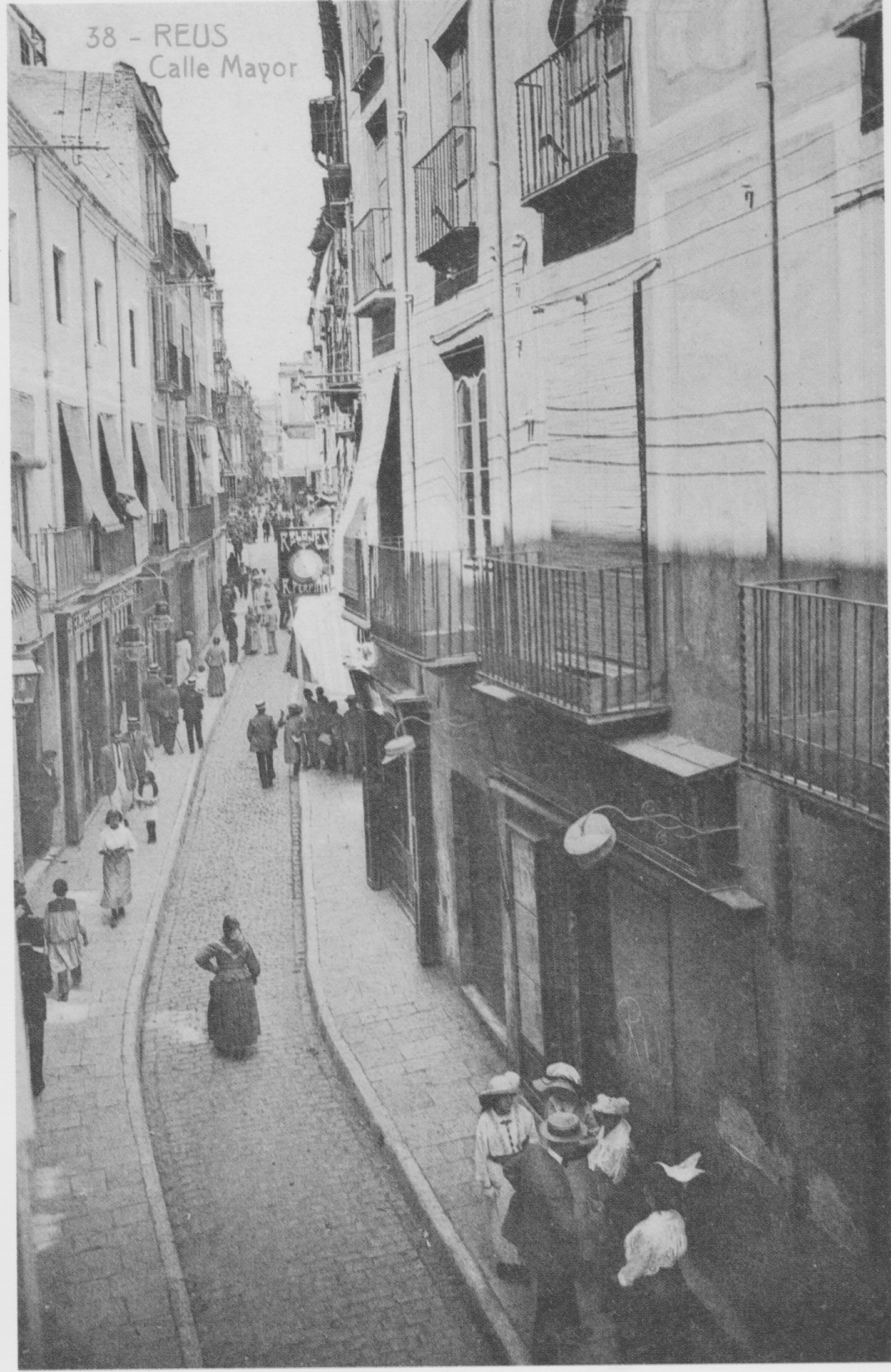
Imatge del carrer Major el 1914

## Història
Segons l'historiador reusenc Andreu de Bofarull, el castlà Bernat de Bell-lloc va donar carta de població a la vila el 3 d'agost de 1183, cedint als habitants la propietat de les cases i horts, establint un cens a pagar per les terres de conreu i reservant-se la justícia, reconeixent però el seu vassallatge envers l'arquebisbat de Tarragona. El 2 de juny de 1186 el cambrer Joan de Sant Boi va donar una carta de franquesa, confirmant la del castlà. En totes dues cartes es fa menció de l'expansió de la població de Reus i de la via que comunicava l'església amb la plaça on s'hi feia el mercat, la futura plaça del Mercadal, però d'aquella via no se'n deia encara carrer Major. Fins al 1240, quan es distingeix la vila nova de la vila vella, no es fa menció del vial amb el nom de carrer Major. La vila vella se situava a l'est i al sud de la ciutat, al voltant del Castell del Cambrer, que incloïa el barri jueu. La vila nova s'expandia cap al nord, amb la plaça del Mercadal, el camí de Monterols (que després seria carrer de Monterols), el carrer de Vilà i les muralles que encerclaven el primitiu nucli, convertides després en els ravals de Reus.
Pel subsòl del carrer Major hi circulava la Mina de la Font Vella, que abastia la primera font pública de Reus, i que se suposa va ser construïda quasi simultàniament a l'inici del poblament de la vila, cap al 1153.
Francesc Gras i Elies, periodista i historiador, diu que aquest carrer va ser el primer a Reus en tenir balcons, i que aquesta innovació, que va despertar l'enveja d'altres carrers, es va dur a terme el mes de febrer de 1686. Cita uns "Llibres del comú" que diuen que es va donar permís a Josep Gay per a construir a casa seva un balcó amb barana de ferro, i que per la concessió se li demanava un sou anual a favor del culte a l'església prioral de Sant Pere. L'alcalde Pere Batlle va obligar, l'any 1755, als propietaris de les cases que sobresortien de l'alineació del carrer, a enderrocar-les i a arrenglerar-les amb les altres, cosa que va provocar protestes dels veïns.
Ramon Amigó, en els seus estudis de toponímia reusenca, documenta el nom de carrer Major des de 1483, i diu que a finals del segle xviii i a inicis del XIX se l'havia conegut amb el nom de carrer dels Argenters, ja que al començar la Guerra del francès hi havia en aquell carrer 18 botigues de joieria.
Indubtablement era el carrer més comercial de la ciutat, ja que a més dels argenters, s'hi van instal·lar els llibreters i impressors. El primer en obrir botiga va ser Rafael Compte cap al 1750, seguit, ja en el segle xix, de Francesc Roca, la viuda Sastres, Pau Riera, el llibreter Diego Angelón, Joan Baptista Vidal i Àngel Camí.
El carrer Major encara és una de les vies comercials importants de la ciutat. Hi trobem alguns edificis catalogats: com el del número 5 o el del número 11, i al número 15 el local de la societat Centre de Lectura que ocupa l'antic palau dels Marquesos de Tamarit.